# Eudynamys scolopaceus
Il koel comune o koel asiatico (Eudynamys scolopaceus Linnaeus, 1758), è un uccello della famiglia dei Cuculidae.

## Sistematica

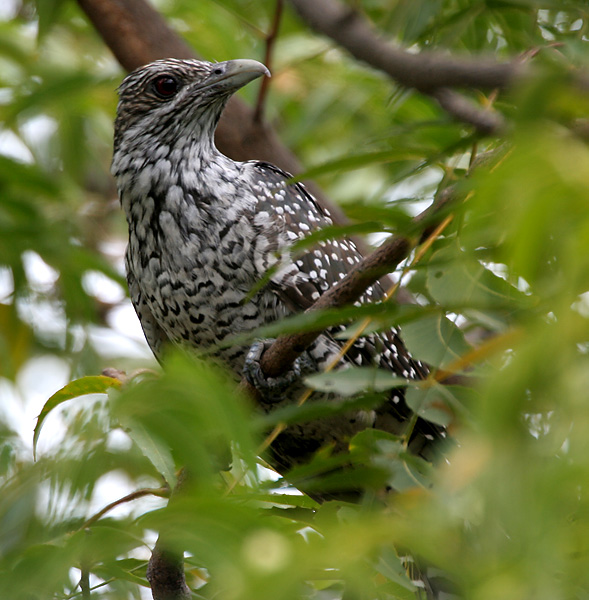
Femmina

Eudynamys scolopaceus ha tredici sottospecie:
- Eudynamys scolopaceus scolopaceus
- Eudynamys scolopaceus chinensis
- Eudynamys scolopaceus harterti
- Eudynamys scolopaceus malayanus
- Eudynamys scolopaceus simalurensis
- Eudynamys scolopaceus frater
- Eudynamys scolopaceus mindanensis
  - Eudynamys scolopaceus paraguenus sottospecie non valida di E. s. mindanensis
  - Eudynamys scolopaceus corvinus sottospecie non valida di E. s. mindanensis

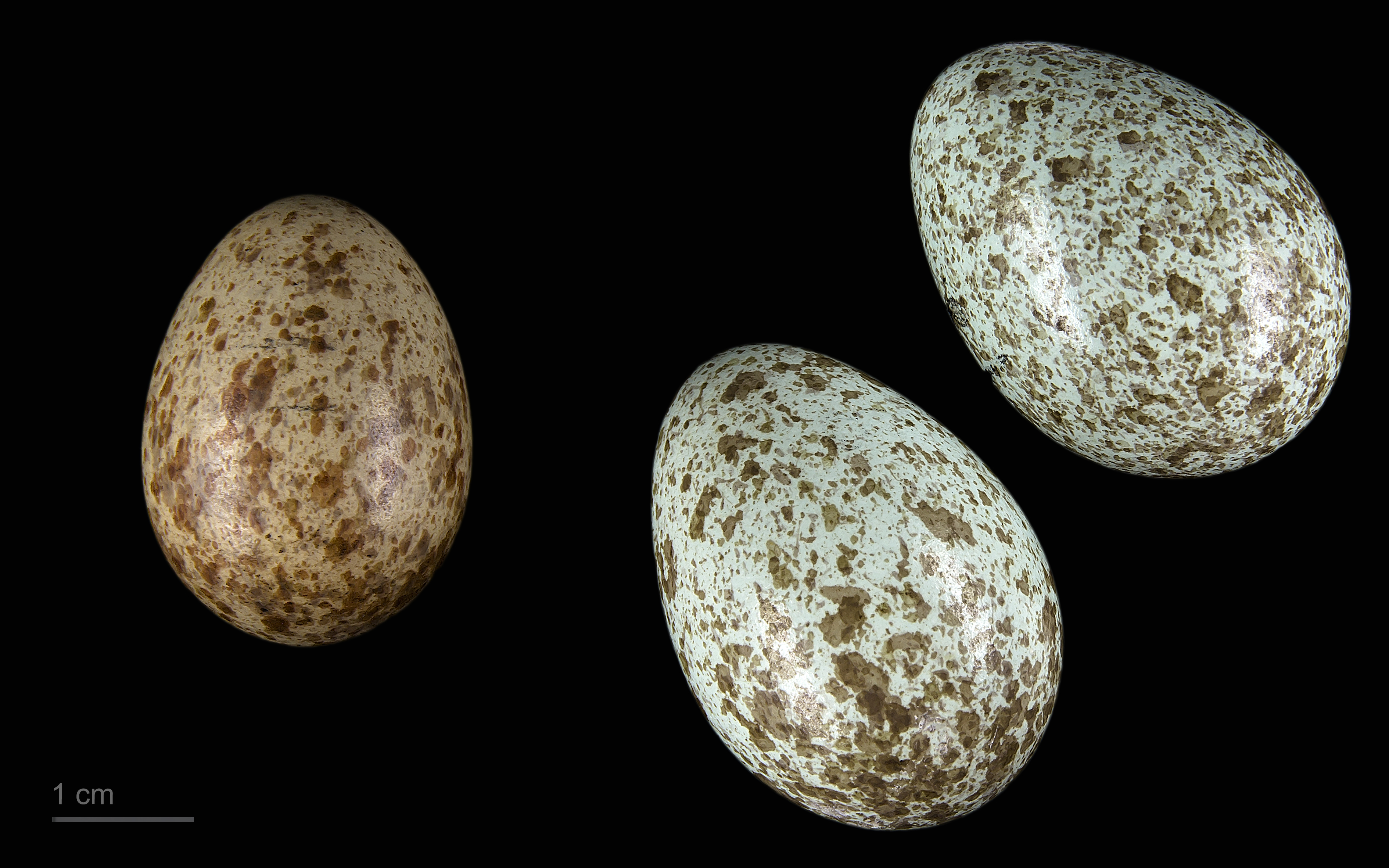
Uovo di Eudynamys scolopaceus in un nido di Corvus splendens Museo di Tolosa

- Eudynamys scolopaceus picatus
- Eudynamys scolopaceus rufiventer
- Eudynamys scolopaceus salvadorii
- Eudynamys scolopaceus alberti
- Eudynamys scolopaceus dolosus
- Eudynamys scolopaceus hybrida

## Distribuzione e habitat
Questo uccello vive in Asia meridionale e sudorientale, dall'Iran e dalla Cina all'Indonesia, ma anche nell'Oman, nello Sri Lanka, nelle Filippine e sulle Maldive. È presente anche su Palau ed è di passo negli Emirati Arabi Uniti.